# Claudia Wedekind
Claudia Wedekind (6 de julio de 1942 - 15 de enero de 2015) fue una actriz teatral, cinematográfica y televisiva de nacionalidad alemana.

## Biografía
Nacida en Berlín, Alemania, Claudia Wedekind era hija del cantante, actor y director Hermann Wedekind, y de la actriz Grete Wedekind. Recibió lecciones de actuación de sus padres, completando su formación con entrenamiento vocal y de baile. Su primer compromiso teatral la llevó al Badisches Staatstheater Karlsruhe. Posteriormente trabajó en el Pfalztheater de Kaiserslautern, el Theater Baden-Baden, el Teatro de Basilea y el Theater am Neumarkt de Zúrich. A partir de 1972 fue actriz independiente. Hizo numerosas giras y actuó para la radio. También hizo bastantes actuaciones televisivas, siendo uno de sus últimos papeles para la pequeña pantalla el que interpretó en la serie Max Wolkenstein.
Claudia Wedekind vivió en la Baja Baviera. Estuvo casada con el compositor Charly Niessen, y desde 1986 con el actor Hansjörg Felmy (1931−2007). La actriz falleció en el año 2015, y fue enterrada en el Cementerio Waldfriedhof de Múnich, en una tumba bajo un árbol, sin lápida, junto a Hansjörg Felmy.

## Filmografía
- 1963 : Verkündigung (TV)
- 1965 : Zucker (TV)
- 1965 : Das Haus der sieben Balkone (TV)
- 1967 : Die Letzten (TV)
- 1967 : Ein Mann Gottes (TV)
- 1967 : Tagebücher (TV)
- 1968 : Nicht zuhören, meine Damen! (TV)
- 1968 : Der Idiot (serie TV)
- 1968 : Heim und Herd (TV)
- 1968 : Bengelchen liebt kreuz und quer
- 1969 : Herr Wolf hat seine Krise (TV)
- 1969 : Rebellion der Verlorenen (serie TV)
- 1969 : Attentat auf den Mächtigen (TV)
- 1969 : Die Kleinbürger (TV)
- 1970 : Treue Freunde (TV)
- 1970 : Alle hatten sich abgewandt (TV)
- 1970 : La salamandra del deserto
- 1970 : Unternehmer (TV)
- 1970 : Die U-2-Affäre (TV)
- 1971 : Das sexte Programm (TV)
- 1972 : Ein Toter stoppt den 8 Uhr 10 (TV)
- 1972 : Die Vitrine (TV)
- 1974 : Geliebte Dame (TV)
- 1975 : Strategen der Liebe (TV)
- 1975 : Eurogang (serie TV), episodio Keine Beweise gegen Martellan
- 1977 : Tatort (serie TV), episodio Spätlese
- 1977 : Tatort (serie TV), episodio Himmelblau mit Silberstreifen
- 1980 : Leute wie du und ich (serie TV), episodio Vier unterhaltsame Geschichten
- 1982 : Tatort (serie TV), episodio Blinde Wut
- 1982 : Meine Frau erfährt kein Wort (TV)
- 1983 : Tatort (serie TV), episodio Wenn alle Brünnlein fließen
- 1983 : Ein Fall für zwei (serie TV), episodio Tödliches Viereck
- 1985 : Es muß nicht immer Mord sein (serie TV), episodio In Schönheit sterben
- 1985 : Laufen, leiden, länger leven (miniserie TV)
- 1986 : Quadrille (TV)
- 1986 : Segeln macht frei
- 1989 : Die Männer vom K3 (serie TV), episodio Volle Deckung, Kopf runter!
- 1990 : Abenteuer Airport (serie TV), 12 episodios
- 1990 : Neuner
- 1993 : Sylter Geschichten (serie TV)
- 1994 : Hagedorns Tochter (serie TV)
- 1995 : Rosamunde Pilcher (serie TV), episodio Sommer am Meer
- 1996 : Max Wolkenstein (serie TV), episodio Königskinder